# Vanhasaari (ö i Norra Savolax, Norra Savolax)
Vanhasaari är en ö i Finland. Den ligger i sjön Näläntöjärvi och i kommunen Kiuruvesi i den ekonomiska regionen  Övre Savolax ekonomiska region  och landskapet Norra Savolax, i den centrala delen av landet, 400 km norr om huvudstaden Helsingfors. Öns area är 3,4 hektar och dess största längd är 330 meter i sydöst-nordvästlig riktning.